# Urmersbach

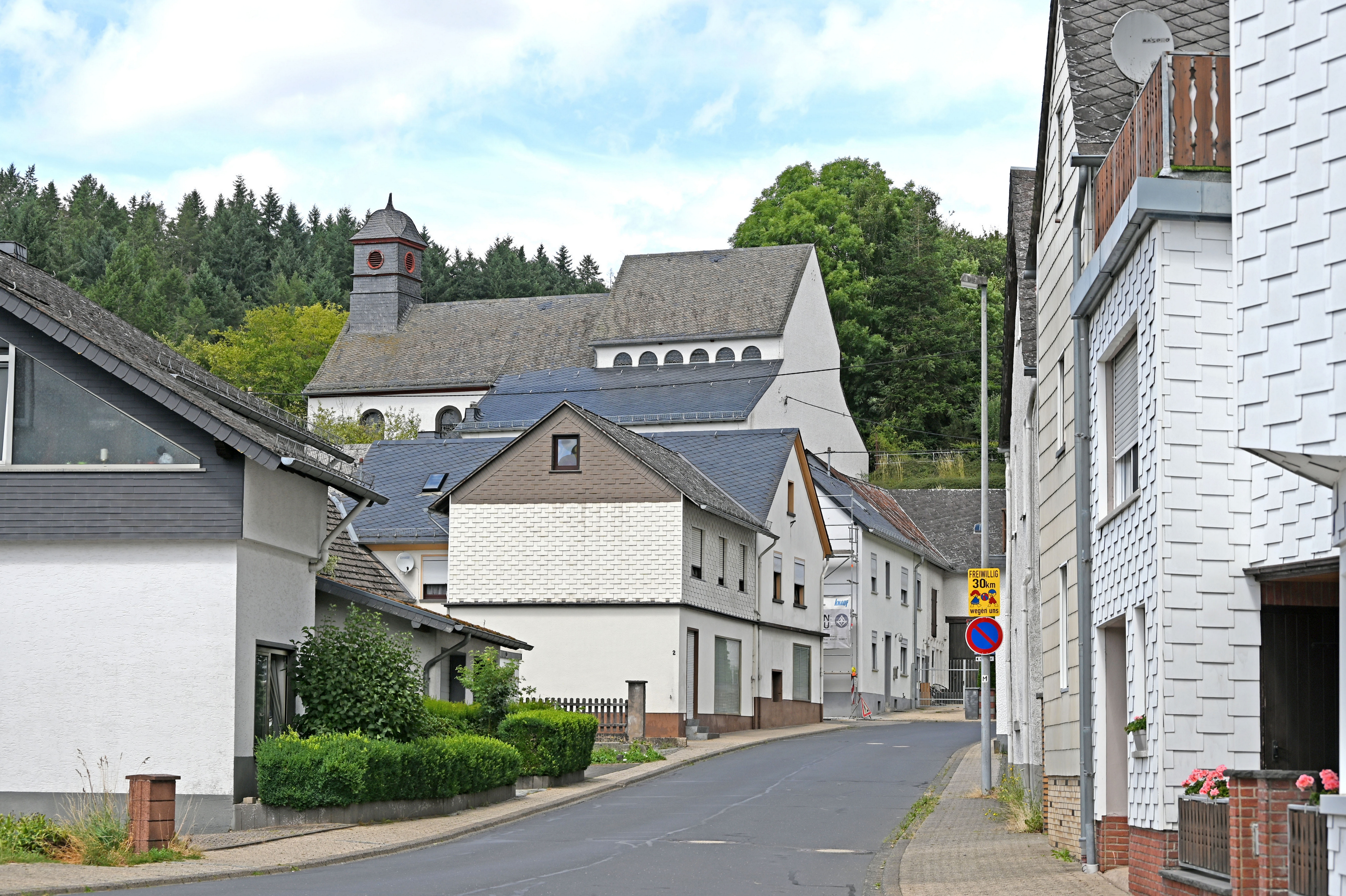
Urmersbach, Bahnhofstraße und St. Andreaskirche

Urmersbach ist eine Ortsgemeinde im Landkreis Cochem-Zell in Rheinland-Pfalz. Sie gehört der Verbandsgemeinde Kaisersesch an.

## Geographie
Urmersbach liegt in der Osteifel. Zur Gemeinde gehören auch die Wohnplätze Obermühle und Schuwerackerhof.

## Geschichte
Erstmals urkundlich erwähnt wird der Ort im Jahre 1253.
Bis zum Ende des 18. Jahrhunderts gehörte Urmersbach landesherrlich zu Kurtrier und war dem Amt Kaisersesch zugeordnet.
Im Jahr 1794 hatten französische Revolutionstruppen das Linke Rheinufer annektiert, von 1798 bis 1814 gehörte Urmersbach zum Kanton Kaisersesch im Arrondissement Koblenz des Rhein-Mosel-Departements. Der Munizipalrat (Urmersbacher Gemeindevertreter in der Mairie Kaisersesch) war 1808 der Bürger Schmidt.
Aufgrund der Beschlüsse auf dem Wiener Kongress (1815) wurde die Region dem Königreich Preußen zugeordnet. Unter der preußischen Verwaltung kam die Gemeinde Urmersbach zur Bürgermeisterei Kaisersesch im Kreis Cochem, der zum neuen Regierungsbezirk Koblenz sowie von 1822 an zur Rheinprovinz gehörte.
Seit 1946 ist die Gemeinde Urmersbach Teil des Landes Rheinland-Pfalz, seit 1968 gehört sie der Verbandsgemeinde Kaisersesch an und seit 1969 zum Landkreis Cochem-Zell.
Einwohnerentwicklung
Die älteste Zahl stammt aus dem Jahre 1612, wo 11 incolae, also Familien genannt werden, was in etwa einem Stand von 70 Einwohnern entspricht. 1787 zählte der Ort 233 Einwohner. Zum Ende des Jahres 1999 lebten im Urmersbach in 229 Familien 510 Menschen, davon 261 weiblich und 249 männlich.
1787 wird die Gemarkungsgröße mit 361 ha und 1789 mit 623 Morgen „Land“ angegeben. 1925 werden 433 ha genannt, und heute ist die Gemarkung 434 ha groß.
Die Entwicklung der Einwohnerzahl von Urmersbach, die Werte von 1871 bis 1987 beruhen auf Volkszählungen:

Einwohnerentwicklung von Urmersbach von 1815 bis 2017 nach nebenstehender Tabelle

| Jahr | Einwohner |
| ---- | --------- |
| 1815 | 175       |
| 1835 | 415       |
| 1871 | 488       |
| 1905 | 452       |
| 1939 | 471       |
| 1950 | 465       |

| Jahr | Einwohner |
| ---- | --------- |
| 1961 | 446       |
| 1970 | 507       |
| 1987 | 463       |
| 2005 | 475       |
| 2011 | 428       |
| 2017 | 436       |

## Politik

### Gemeinderat
Der Gemeinderat in Urmersbach besteht aus acht Ratsmitgliedern, die bei der Kommunalwahl am 9. Juni 2024 in einer personalisierten Verhältniswahl gewählt wurden, und dem ehrenamtlichen Ortsbürgermeister als Vorsitzendem.

### Bürgermeister
Thilo Schmitt wurde im Juli 2014 Ortsbürgermeister von Urmersbach. Bei der Direktwahl am 26. Mai 2019 wurde er mit einem Stimmenanteil von 81,07 % und am 9. Juni 2024 als einziger Bewerber mit 84,3 % jeweils für weitere fünf Jahre in seinem Amt bestätigt.
Schmitts Vorgänger im Amt war Reiner Weber.

### Wappen
| Wappen von Urmersbach | Blasonierung: „Der Schild in Silber, darauf ein rotes Andreaskreuz, belegt mit zwei goldenen Ähren.“ |
| Wappen von Urmersbach | Wappenbegründung: Die im Ortswappen gekreuzten Ähren weisen auf Landwirtschaft und das Müllerhandwerk hin, die beide über Jahrhunderte hinweg die Existenzgrundlage für die Dorfbevölkerung darstellten. |

## Kultur und Sehenswürdigkeiten

### Kulturdenkmäler
siehe Liste der Kulturdenkmäler in Urmersbach

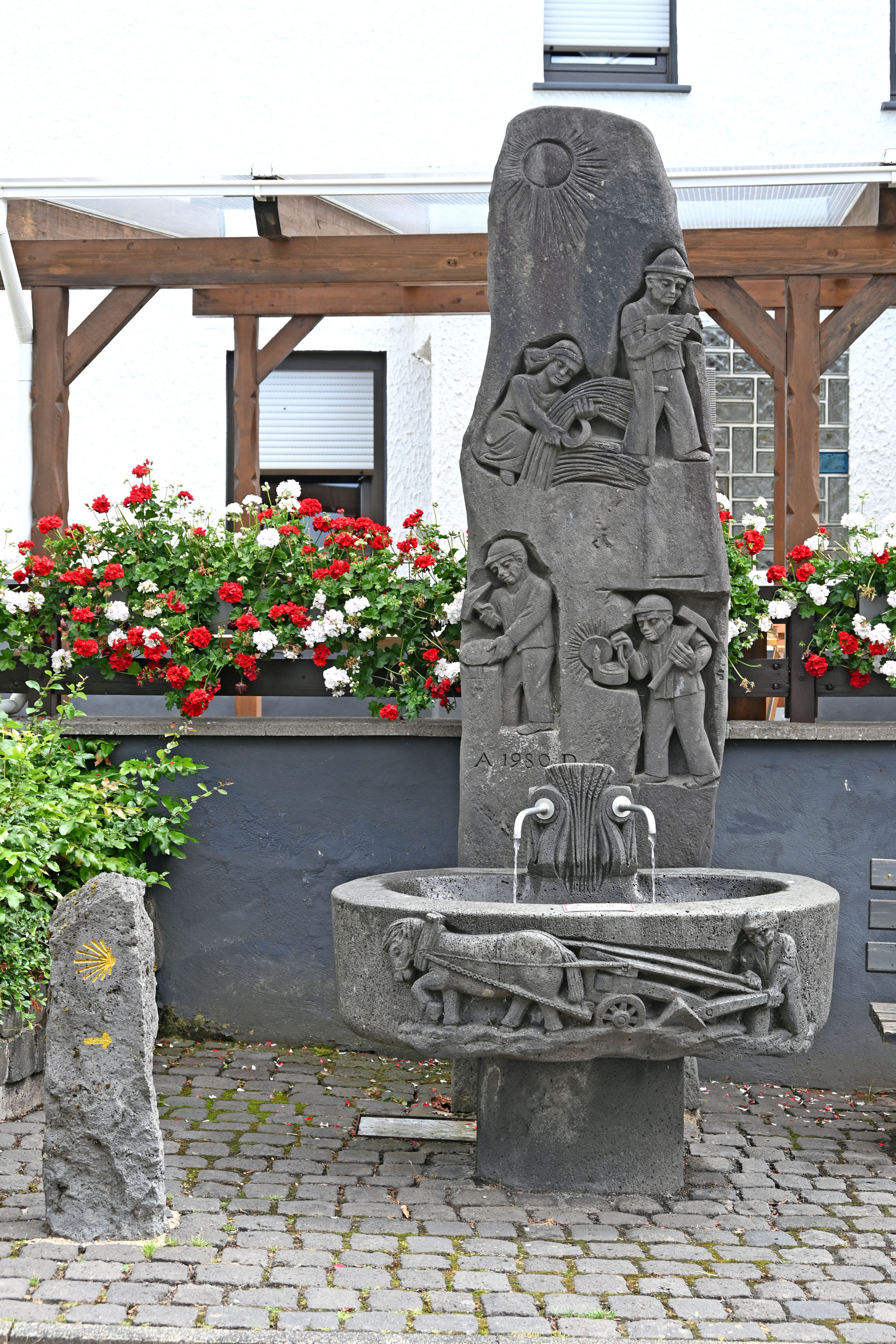
Dorfbrunnen
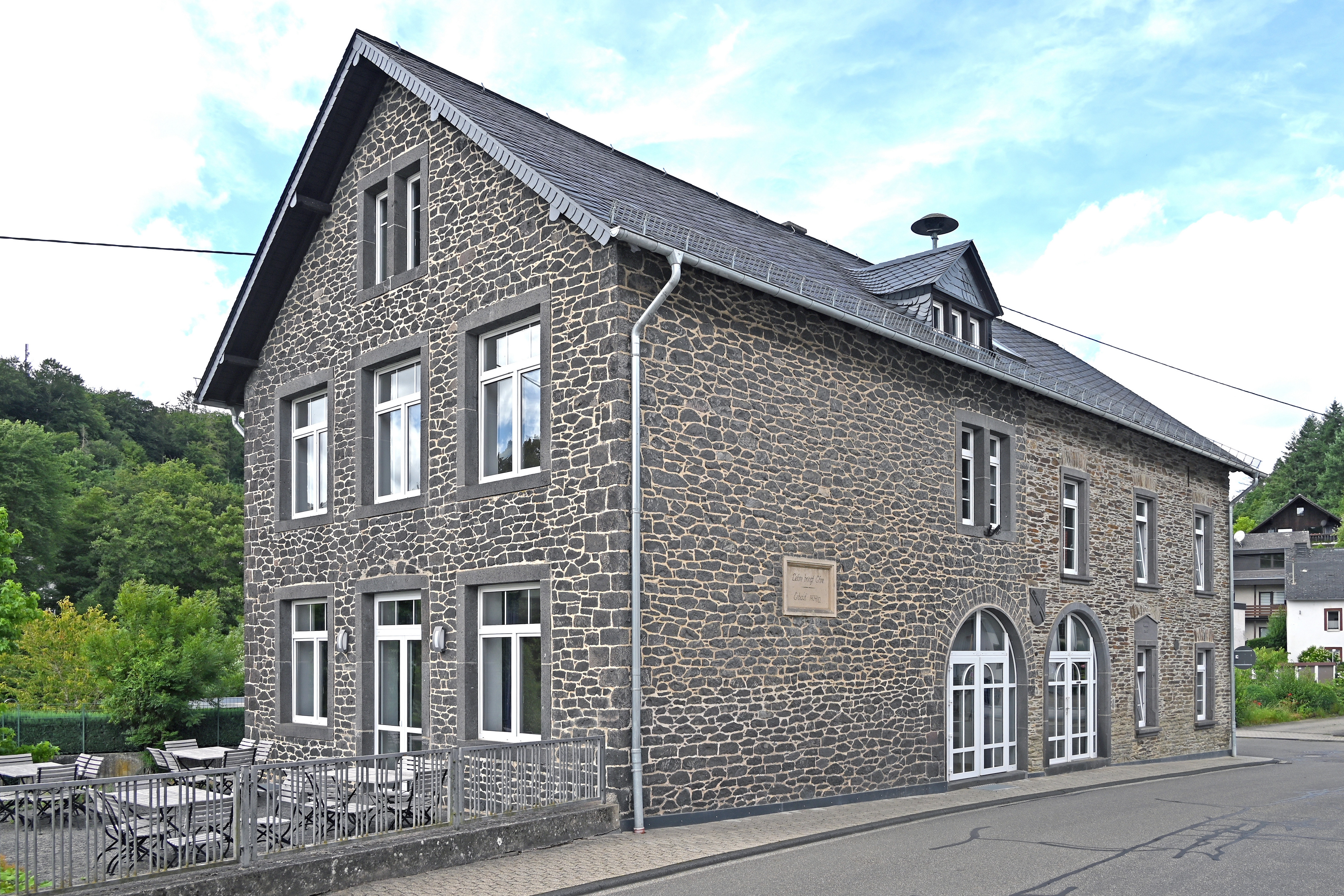
Alte Schule
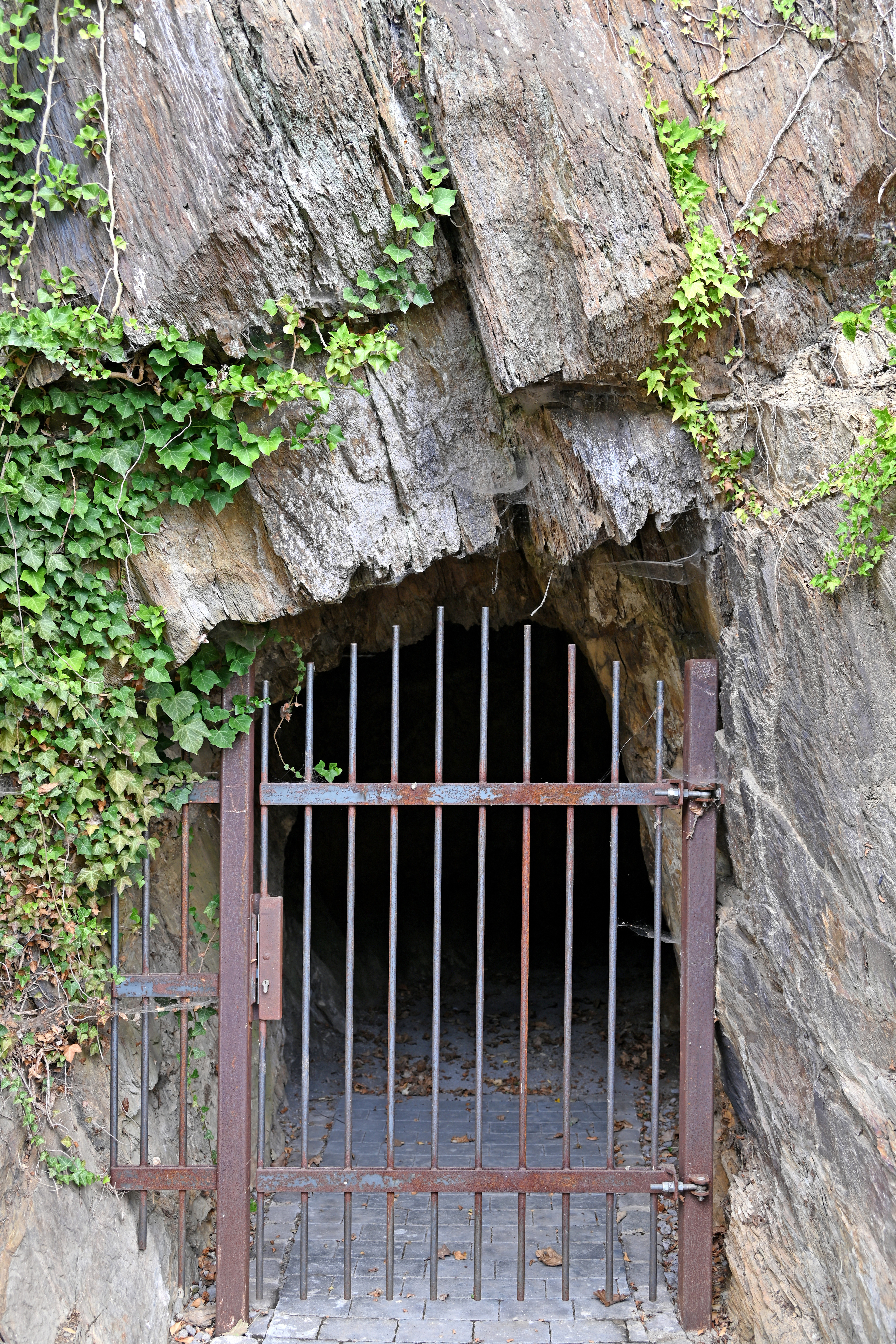
Schieferstollen “Et Layschje”
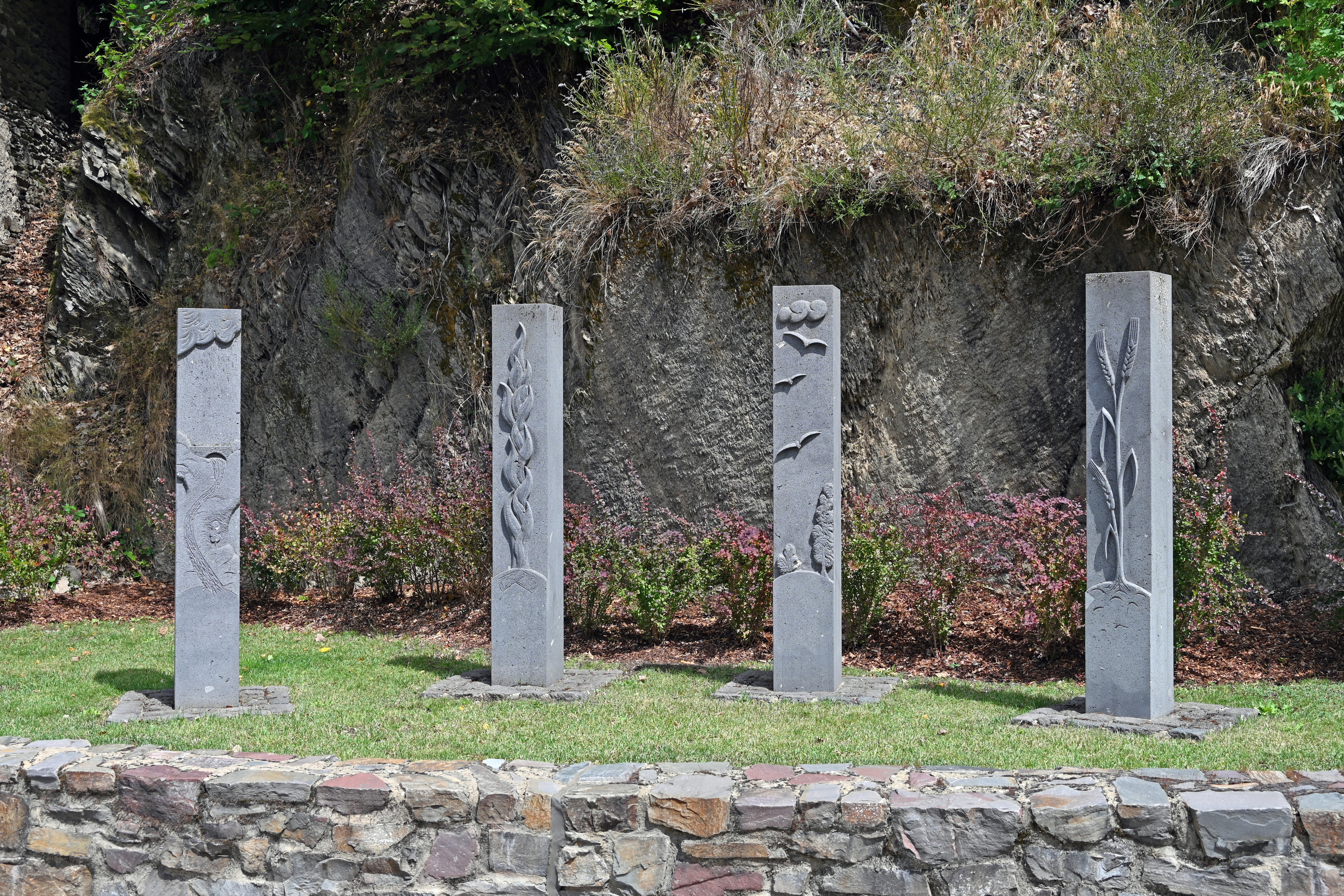
Stelen
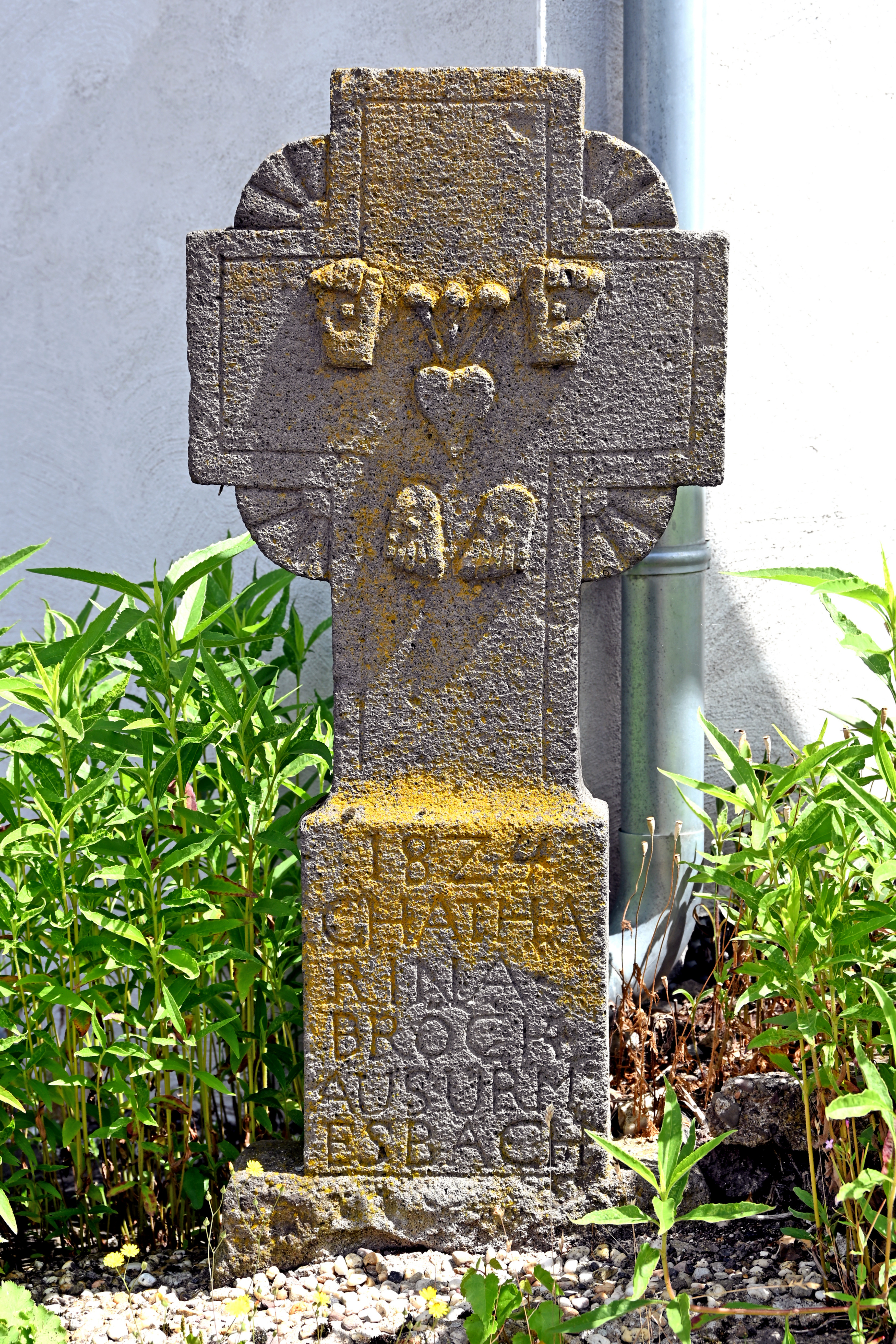
Kreuz von 1824

### Pfarrkirche St. Andreas
Die Geschichte der Pfarrkirche „St. Andreas“ geht zurück auf eine Nennung in einem Weistum von 1574. Der Kapellenpatron St. Andreas wird hier in der Grenzfestlegung des „Polcher Holzes“ erstmals genannt.
Im Jahre 1613 findet sich die erste Erwähnung der Kapelle. 1784 wird in Urkunden die Kapelle als zerfallen beschrieben. 1787 wurde die Kapelle durch das Lambertinische Seminar unter Mithilfe der Gläubigen wieder aufgebaut. 1791 wurde der Wiederaufbau mit der feierlichen Einsegnung abgeschlossen.
Ein Relikt dieser Zeit ist die Empore mit einem alten Eichenbalken als Lehne. Auf dieser ist folgender Spruch eingeritzt: „ANNO 1792 HAT MAN MICH LASEN MACHEN DAS IHR SOLET GOTT BETRACHTEN. IHR LIGET AUF MIR WIE BEHREN UND ERKENET NICHT EINMAL GOTT DEN HERREN. ICH BIN EINE LENE. LOBET GOTT ICH LAS EICH FALLEN IN DIE HELLE“.
1954 wurde die Kapelle nach den Plänen des Architekten Böhr aus Mayen in der heutigen Form erweitert und renoviert.

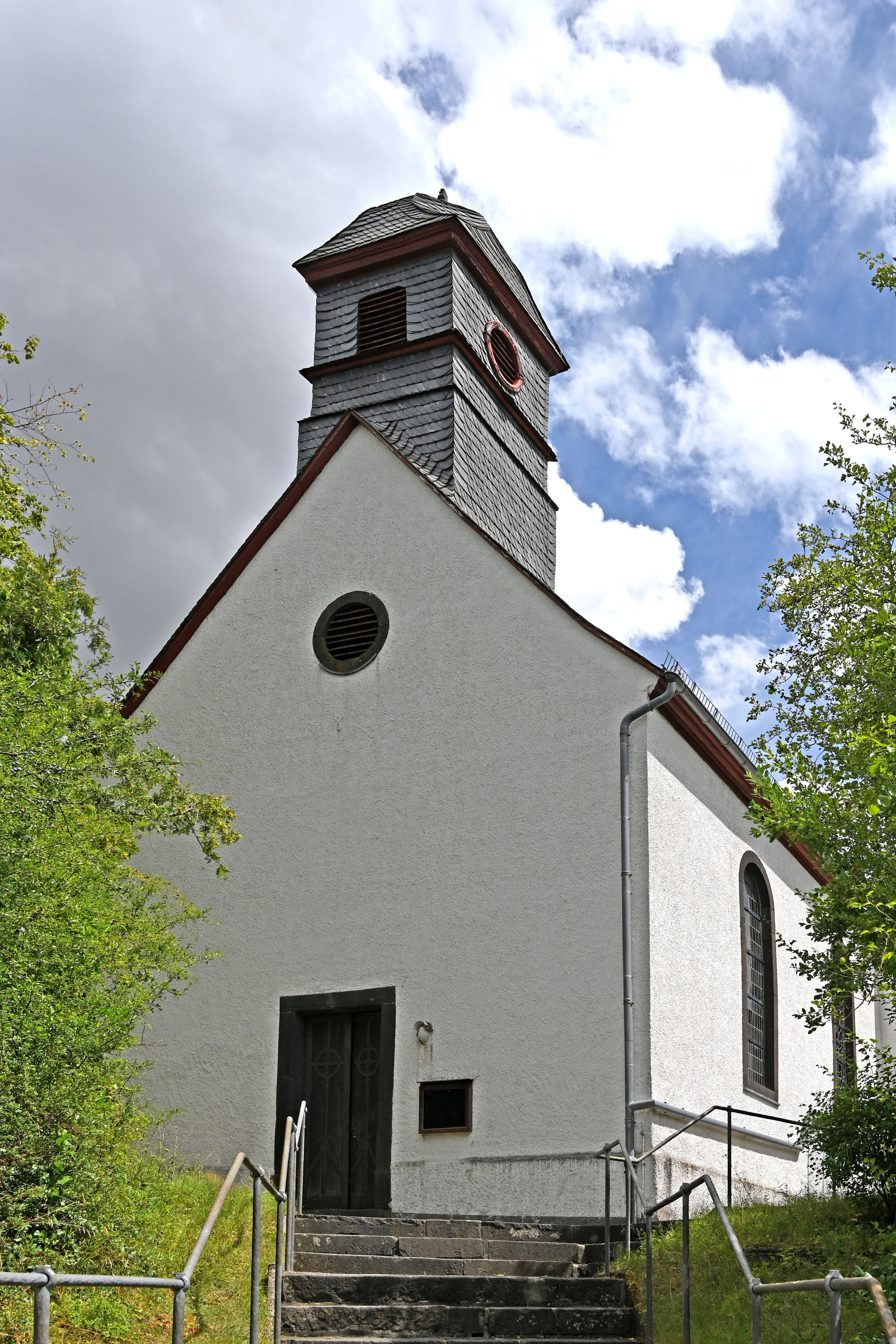
Westseite
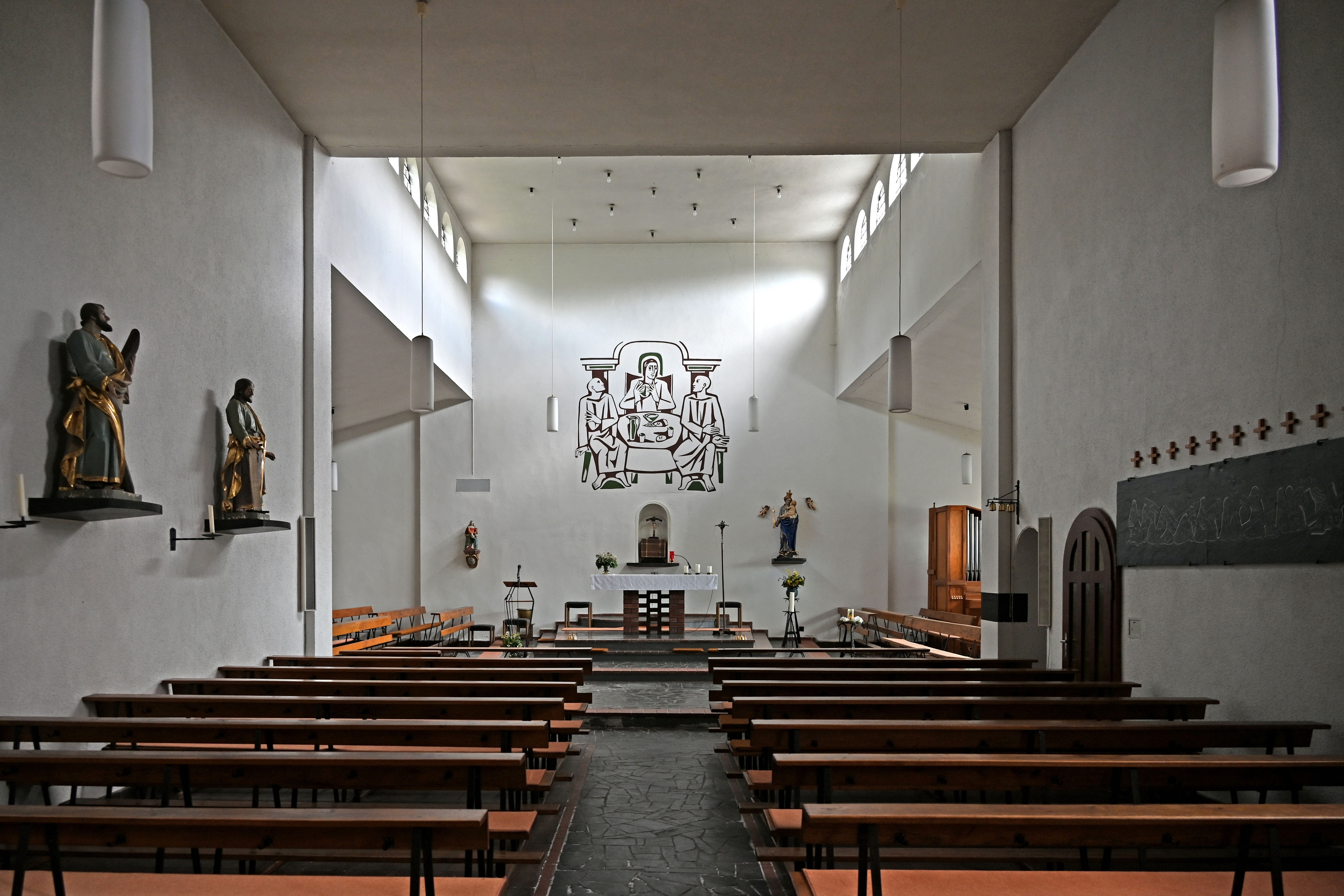
Innenraum
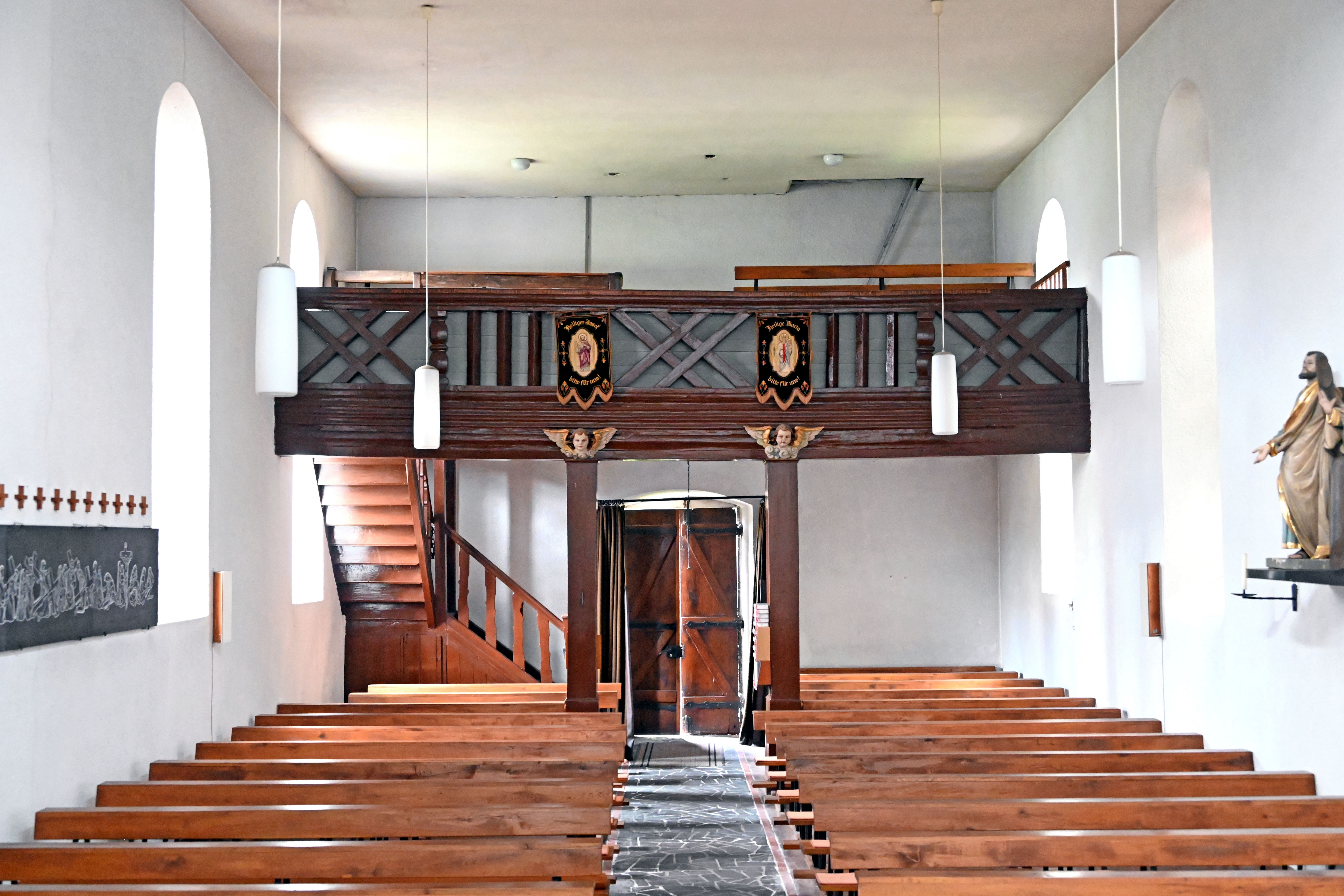
Empore von 1792
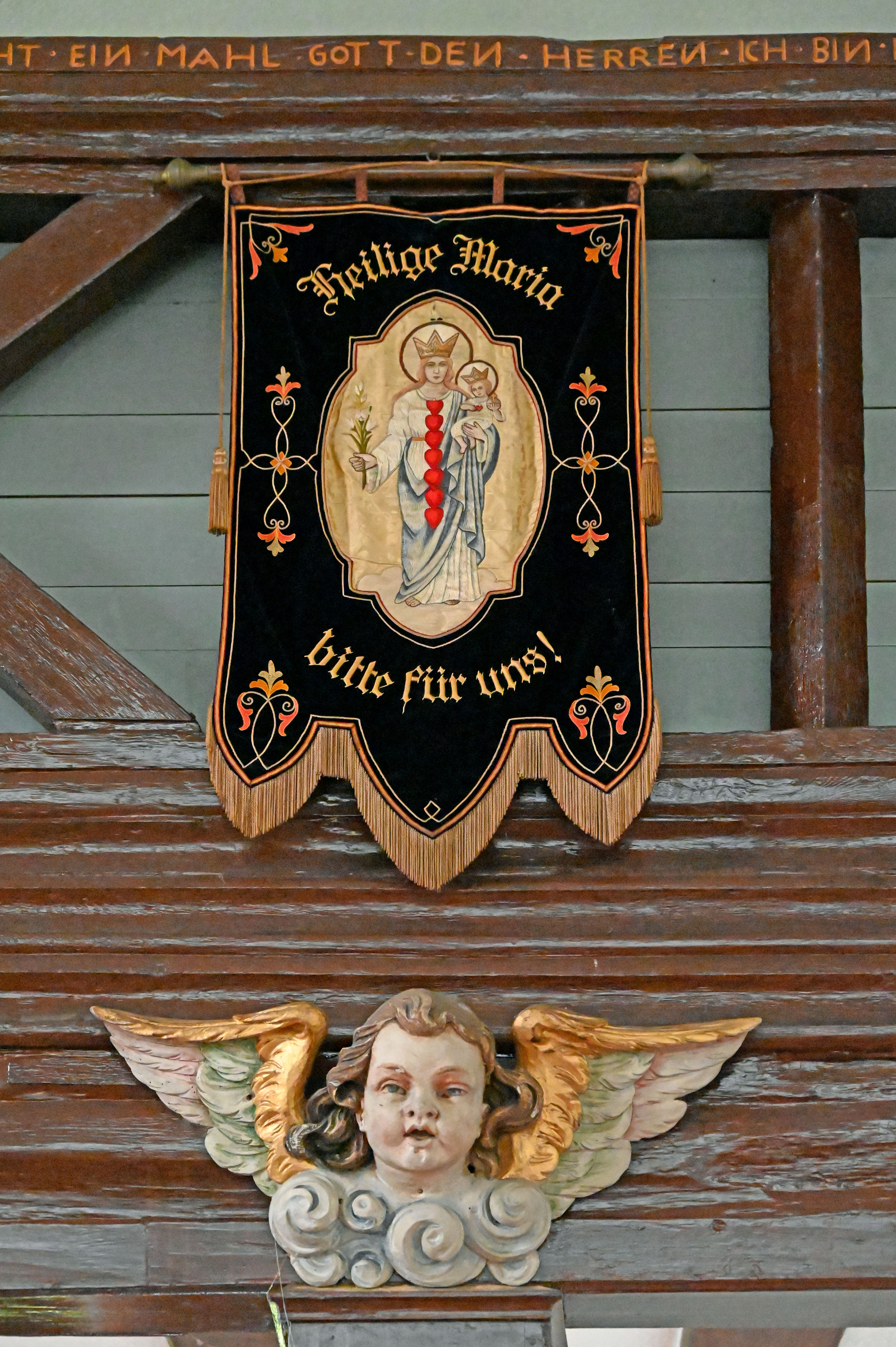
Emporendetail

### Veranstaltungen
Kirmes
Jährlich findet die Dorfkirmes zu Ehren des Hl. Andreas am ersten Wochenende im September statt. Die von den drei Vereinen der Kirmesgesellschaft organisierte Veranstaltung wird samstags und sonntags im Festzelt am Gemeindehaus gefeiert.
Schützenfest
Jährlich am letzten Sonntag im Juli feiert die St.-Hubertus-Schützenbruderschaft Urmersbach 1928 e. V. ihr traditionelles Schützenfest mit großem Festzug.

## Verkehr
Am 15. Mai 1895 erhielt Urmersbach Anschluss an die Eifelquerbahn, die noch heute durch den Ort führt.